# Алієнор Ружо

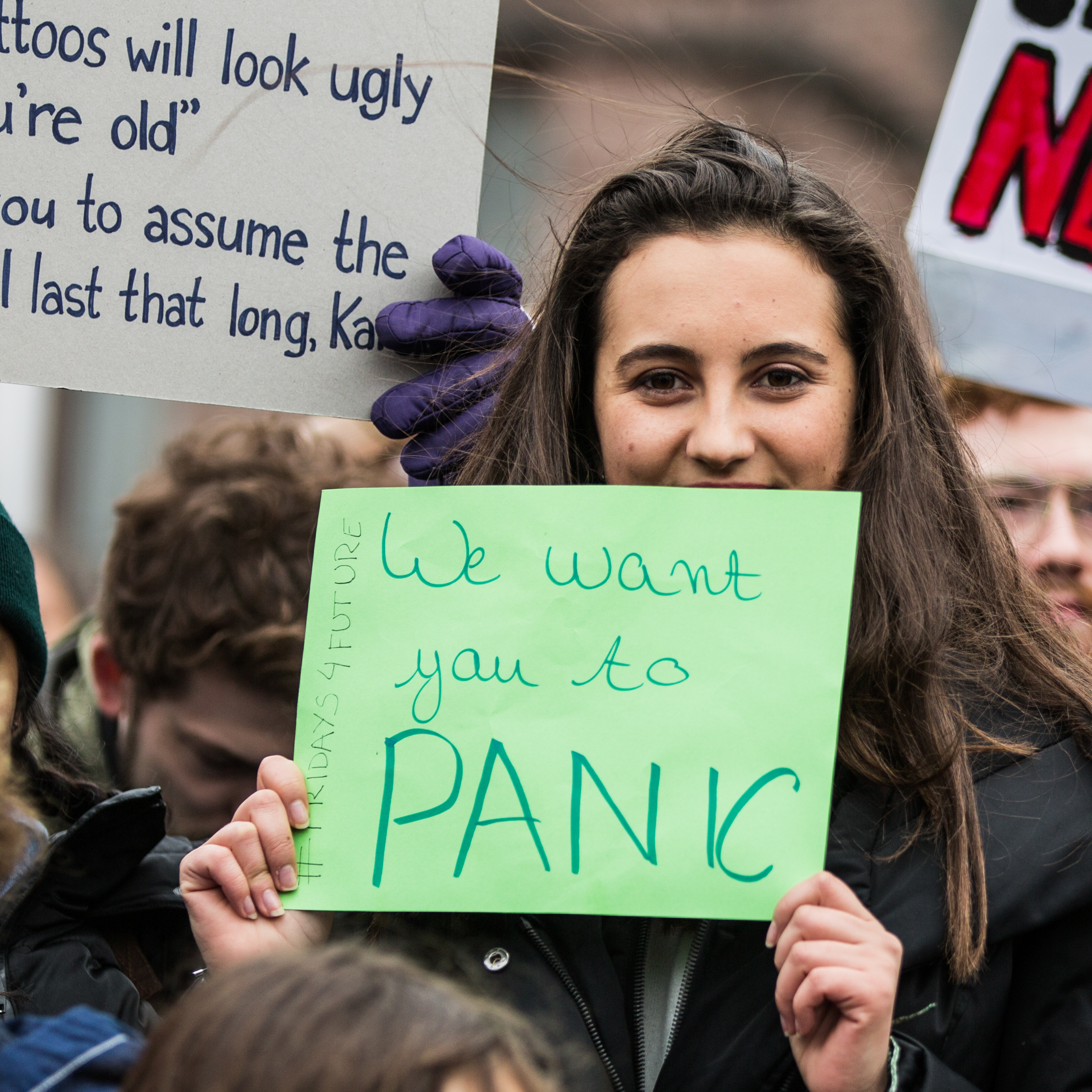
Ружо протестує на «П'ятницях для майбутнього» 15 березня 2019 року

Алієнор Ружо (нар.. 22 січня 1999 р.) — канадська активістка за кліматичну справедливість. Ружо отримала національну популярність у Канаді як організаторка кліматичного страйку. Вона є лідеркою руху Toronto Fridays for Future Strikes, що закликає учнів пропускати школу по п'ятницях, щоб підвищити обізнаність щодо зміни клімату. У 2019 році вона очолювала страйк шкіл «П'ятниця заради майбутнього» для протистояння глобальному потеплінню у Торонто, в якому взяли участь понад 50 000 людей.

## Активізм
Ружо починала свою діяльність як місцева активістка в дуже молодому віці, підвищуючи обізнаність про втрату біорізноманіття у своїй громаді. Вона також брала участь у своєму місцевому відділенні Amnesty International, де керувала кампаніями з підвищення обізнаності щодо кризи біженців та вимагання справедливості для мігрантів і біженців у Європі.

### Активізм за кліматичною справедливістю
Алієнор Ружо стала співорганізатором кліматичного страйку молоді та очолювала масове «навчання» Канади під час масового кліматичного страйку в Торонто в рамках Глобального кліматичного тижня для майбутнього у вересні 2019 року, події, яка привернула тисячі людей на території парку Квінс.

## Навчання
Алієнор закінчила з відзнакою Торонтський університет у Канаді, де вивчала економіку та державну політику. Вона була визнана стипендіатом UTAA за її академічні досягнення та участь у громадській діяльності.

## Нагороди та визнання
За свою пропаганду кліматичної справедливості Ружо була визнана однією з:
- 30 лідерів сталого розвитку у 2019 році від Corporate Knights[14]
- 25 найкращих екологів до 25 років у 2020 році за версією The Starfish[15]
- 50 найвпливовіших жителів Торонто за версією журналу Toronto Life у 2019 році[8]
- Початківці лідери, Clean 50 by Clean 50[16]